# Ierarh
Ierarhul e, la creștinii de rit oriental, o funcțiune bisericească, ca dezambiguizare pentru termenul "episcop".
Ierarhul sau Arhiereul este cea mai mare demnitate data de Hristos omului în Biserica. (Matei 28, 18-20; Marcu 3, 14; 16, 15; Luca 10, 1; loan 21, 15-17; F. Ap. 10, 12; 20, 24-28; 26, 16-18; I.Tim. l, 12). Dupa cum apostolii au fost egali intre ei (Matei 20, 25-28; Luca 22, 26-27; I Petru 5, 3), tot asa si arhiereii dupa treapta harica a hirotoniei, orice fel de titlu administrativ ar purta, sunt egali intre ei. 
Astfel, de drept divin, a treia treaptă a preoției e episcopatul. Titlurile de arhiepiscop, mitropolit, patriarh, papă, catolicos etc relevă de funcții omenești administrative sau onorifice, toate ocupate de creștini care de drept divin sunt episcopi.
De aceea, cuvântul "ierarh" îi desemnează pe toți care poartă titlurile de mai sus.